# Карибов, Вахтанг Курбанович
Вахтанг Курбанович Карибов (род. 17 сентября 1960 года) — советский и узбекский футболист и тренер, выступал на позиции защитника и полузащитника.

## Биография
Футбольную карьеру начал в 1981 году в составе «Сохибкора», за который провёл пять поединков во Второй лиге СССР. В следующем году перешёл в ташкентский «Старт», где стал игроком основного состава (30 матчей, один гол). В 1983 году получил приглашение от ташкентского «Пахтакора», но пробиться в первую команду не сумел. Выступал за дубль команды. По ходу сезона 1983 года вернулся в «Старт». С 1985 по 1989 год выступал во второй советской лиге за «Хорезм», «Ханки» и снова «Хорезм». В 1990 году присоединился к клубу Второй низшей лиги СССР «Чирчик», в котором отыграл два сезона.
В 1992 году перешёл в «Кимёгар Алмалык», в составе которого стал участником первого розыгрыша чемпионата Узбекистана среди команд Высшей лиги (20 матчей, шесть голов). Однако по итогам сезона коллектив с Алмалыка занял 16-е место и вылетел в Первую лигу. Карибов же выехал на Украину, где подписал контракт с ивано-франковским «Спартаком», в футболке которого провёл один матч в первом розыгрыше Высшей лиги чемпионата Украины. Этот поединок стал единственным для Карибова в футболке «Спартака». Во время зимнего перерыва сезона 1992/93 годов перешёл в «Карпаты Мукачево» (ранее — «Приборист»). В составе мукачевского клуба дебютировал 4 апреля 1993 года в выездном поединке 25-го тура Первой лиги против павлоградского «Космоса» (0:0). Карибов вышел на поле на 65-й минуте, заменив Игоря Шуранова. Дебютным голом за «Карпаты» отметился 5 мая 1993 года на 28-й минуте домашнего поединка 31-го тура Первой лиги против «Николаева» (1:1). Карибов вышел на поле в стартовом составе и отыграл весь матч. Всего в мукачевском коллективе сыграл два с половиной сезона, за это время в Первой лиге провёл 94 матча и отметился 30 голами, ещё три матча и один гол провёл в кубке Украины.
Сезон 1995/96 начал в команде «Говерла», в футболке которой дебютировал 4 августа 1995 года в выездном поединке Первой лиги против «Львова» (1:3). Карибов вышел на поле в стартовом составе и отыграл весь матч, а на 22-й минуте получил жёлтую карточку. Дебютным голом в футболке закарпатского коллектива отличился, реализовав пенальти, 28 августа 1995 года на 64-й минуте домашнего поединка Первой лиги против харьковского «Металлиста» (1:2). Карибов вышел на поле в стартовом составе и отыграл весь матч. В первой части сезона в чемпионате Украины сыграл 14 матчей и отметился пятью голами (во всех случаях — реализовывал пенальти), ещё один поединок провел в кубке Украины.
В 1996 году уехал в соседнюю Венгрию, где выступал в клубе «Ньирмеддьеш» из одноимённого города. В 1997 году завершил карьеру футболиста.
По завершении карьеры игрока начал тренерскую деятельность. С 2008 по 2009 год работал главным тренером «Мукачево».
Его сын, Михаил, также профессиональный футболист, который выступал в дубле «Говерлы» и в сумском «Спартаке».